# Perinereis brevicirris
Perinereis brevicirris är en ringmaskart som först beskrevs av Grube 1869.  Perinereis brevicirris ingår i släktet Perinereis och familjen Nereididae. Inga underarter finns listade i Catalogue of Life.